# 항위안 FC
항위안 FC는 타이완의 축구단이다. 현재 타이완 풋볼 프리미어리그에 참가하고 있다.
2018, 2019 AFC컵에 진출했다.

## 선수 명단

### 현역
- 권승성
- 주익성(2019, 2022 ~ )
- 주델린 아베스카(2020 ~ )
- 윌리엄 로페즈
- 가네코 나오키
- 다테이와 겐키

## 같이 보기
- 푸런 대학